# Ivan Zgrablić
Ivan Zgrablić (Pola, 15 marzo 1991) è un calciatore croato, difensore dell'Uljanik Pola.

## Carriera

### Club
Il 1º luglio 2018 viene acquistato a titolo definitivo dalla squadra rumena del Voluntari.
Dopo una stagione passata in Serie D 2021-2022 con la Sambenedettese, nell'estate 2022 firma per il Chions, compagine che milita nell'Eccellenza Friuli-Venezia Giulia 2022-2023.